# Bojańczyce
Bojańczyce – wieś w Polsce położona w województwie małopolskim, w powiecie myślenickim, w gminie Raciechowice.
W latach 1975–1998 miejscowość administracyjnie należała do województwa krakowskiego.

## Zabytki
Obiekt wpisany do rejestru zabytków nieruchomych województwa małopolskiego.
- Zespół dworski: dwór, spichlerz, park.

## Osoby związane z miejscowością
Paweł z Bojańczyc biskup kamieniecki.